# Merenius myrmex
Merenius myrmex är en spindelart som beskrevs av Simon 1910. Merenius myrmex ingår i släktet Merenius och familjen flinkspindlar.
Artens utbredningsområde är Guinea-Bissau. Inga underarter finns listade i Catalogue of Life.